# Манастир Руденица
Манастир Руденица се налази у близини Александровца код села Руденице и припада Епархији крушевачкој Српске православне цркве.
Манастир је посвећен Светом пророку Илији и представља непокретно културно добро као споменик културе од великог значаја.

## Историја
Подигли су га локални властелин Вукашин и његова супруга Вукосава, крајем XIV и почетком 15. века, а његов живопис је настао између 1402. и 1405. године трошком српског Деспота Стефана Лазаревића.. Манастирска црква, посвећена Светом Илији, има основу триконхоса сажетог облика и припада Моравском стилу. Помиње се 1881. године Руденица као "мала црква у којој нема западног уплива". Током наредних векова црква је порушена и напуштена. Осигуравање манастирске цркве од одрона земље са околних брда је извршено током 1929-1931. године. Манастир је обновљен 1936. године, по иницијативи епископа Николаја, освећен је на Илиндан те године.
Населио се ту у полусрушеном конаку 1940. године монах Калист Милуновић. Са њим су стигли монахиња Аквилина из манастира Љубостиње (рођена братаница монаха Калиста ) са једном искушеницом, која је постала монахиња Евгенија. Варвара Пантелић, била је игуманија овог манастира од 1950. до 2016. године.
Радови на заштити њеног живописа су урађени 1971. године, док јој је архитектура конзервирана 1996. године. Данас се налази под заштитом Републике Србије, као споменик културе од великог значаја.

## Архитектура
Црква у Руденици има основу триконхоса сажетог типа, са апсидама које су споља петостране, а изнутра полукружне. На западној страни се налази нартекс над којим се уздиже ниска калота, док се над самом црквом налази осмострана купола. Њена спољашњост је омалтерисана и подељена је на два неједнака дела кордонским венцем. Камене розете су смештене изнад, док се у области испод њега налазе прозори (бифоре). Иако нема, за Моравски стил уобичајеног украсног зидања комбинацијом опеке и цигле, сама омалтерисана фасада је украшена сликарским опонашањем ћелијастог начина зидања.

## Живопис
Живопис у цркви је очуван само делимично, у њеном доњем делу, пошто је дуго времена била порушена. Његов аутор је био сликар Теодор  чије сликарство је уситњених облика с лирским сензибилитетом, изведено иконописачком префињеношћу. Сачувани су ктиторски портрети, уз које су насликани тадашњи владари Србије, браћа Стефан (кнез 1389—1402, деспот 1402—1427) и Вук Лазаревић. Лик властелинке Вукосаве је такође сачуван, јер се она сматра ктиторком те цркве. Фреске светаца су насликане у стојећем положају у доњој зони, док се у простору изнад налазе само попрсја, која нису представљена у медаљонима. У унутрашњости цркве се још могу видети сцене из Страдања Христовог и Великих празника.